# Aulonocara baenschi
Aulonocara baenschi är en fiskart som beskrevs av Meyer och Riehl, 1985. Aulonocara baenschi ingår i släktet Aulonocara och familjen Cichlidae. IUCN kategoriserar arten globalt som livskraftig. Inga underarter finns listade.